# Kikuoka Country Club
De Kikuoka Country Club is een golfclub in Luxemburg met een 18-holes golfbaan en een 4-sterren Mercure hotel.
In 1991 werd de Luxemburgse Golffederatie ( Fédération Luxembourgeoise de Golf) opgericht door de Golf-Club Grand Ducal, de Kikuoka Country Club en de Golf Club Clervaux. Zij waren de enige drie leden totdat de  Golf-Club Gaichel in 1993 lid werd en de Golf de Luxembourg en de Golf-Club de Christnach in 1994. In 2014 zijn er nog steeds maar zes golfclubs in Luxemburg.
De Kikuoka was in 1991 net geopend. De baan was aangelegd door Iwao Uematsu en ligt op een licht glooiend terrein in het dal van de Moezel. In 2008 kwam er een korte oefenbaan met zes holes bij, ontworpen door Steve Marnoch. Deze ligt in een voormalige boomgaard.

## Toernooien
- Luxemburgs Open van de Challenge Tour: 1999, 2000, 2001, 2002, 2003
- Luxemburgs Amateur (strokeplay): 2013, 2014